# Quất Lưu
Quất Lưu là một xã thuộc huyện Bình Xuyên, tỉnh Vĩnh Phúc, Việt Nam.

## Địa lý
Xã Quất Lưu có vị trí:
- Phía đông giáp xã Tam Hợp
- Phía tây và phía bắc giáp thành phố Vĩnh Yên
- Phía nam giáp thị trấn Hương Canh và xã Tân Phong.

## Lịch sử
Ngày 18 tháng 8 năm 1999, Chính phủ ban hành Nghị định 72/1999/NĐ-CP. Theo đó, thành lập xã Thanh Trù thuộc thị xã Vĩnh Yên (nay là thành phố Vĩnh Yên) trên cơ sở tách 775,01 ha diện tích tự nhiên và 6.612 người của hai thôn Vị Thanh và Vị Trù thuộc xã Quất Lưu.
Sau khi điều chỉnh địa giới hành chính, xã Quất Lưu còn lại 628,8 ha diện tích tự nhiên, dân số là 6.991 người.
Năm 2014, xã Quất Lưu được công nhận là đô thị loại V.